# رودلف وول
رودلف وول (بالسويدية: Rudolf Wall)‏ هو صحفي سويدي، ولد في 19 يناير 1826، وتوفي في 20 أغسطس 1893.